# Erodium stephanianum
Erodium stephanianum là một loài thực vật có hoa trong họ Mỏ hạc. Loài này được Willd. mô tả khoa học đầu tiên năm 1800.